# Kanton Melsungen
Der Kanton Melsungen war eine Verwaltungseinheit im Distrikt Kassel des Departements der Fulda im napoleonischen Königreich Westphalen. Hauptort des Kantons und Sitz des Friedensgerichts war die Stadt Melsungen im heutigen Schwalm-Eder-Kreis. Der Kanton umfasste 10 Dörfer und Weiler und eine Stadt und hatte 4.450 Einwohner.
Die zum Kanton gehörigen Kommunen waren:
- Melsungen, mit Kuhmannsheide und Obermelsungen
- Dagobertshausen und Schnegelshof
- Elfershausen
- Grebenau
- Lobenhausen
- Malsfeld, mit Papiermühle und Ziegelhütte
- Ostheim
- Wagenfurth